# Махмуд (казанський хан)
Махмуд (محمود; д/н — 1465) — 2-й казанський хан у 1445—1465 роках. Відомий також як Мамутек.

## Життєпис
Походив з династії Тука-Тимуридів, гілки Чингизідів. Син хана Улуг-Мухаммеда. З 1430-х років брав участь разом з батьком у боротьбі за землі Нижньогородського князівства з Великим князівством Московським. Відзначився 1437 року в битві під Бельовим, де Улуг-Мухаммед завдав поразки московитам. 1439 року брав участь в облозі Москви.
1445 року через хворобу батька призначається очільником війська. Того ж року разом з братом Якубом у битві біля Суздаля, де, маючи втричі менше військ, завдав поразки великому князю московському Василю II, якого захопив у полон.
Того ж року помер Улуг-Мухаммед й Махмуд став новим ханом. Він відпустив Василя II за значний викуп. Водночас відмовився від наміру батька перетворити Нижній Новгород на свою столицю, закріпившись в Казані. Невдовзі його брати Якуб і Касим перебралися до Москви. Останній 1452 року отримав власне ханство. У 1446 і 1448 роках здійснив походи проти великого князівства Московського, скориставшись розгардіяшем там. В першому поході було сплюндровано місто Устюг, під час другого було здійснено напад на Муром і Володимир.
Водночас багато уваги приділяв перетворенню своїх володінь на повноцінну державу. При цьому зумів налагодити відносини з булгарськими мурзами.
За правління Махмуда його столиця Казань перетворилася на важливий центр торгівлі з Московщиною, Новгородською республікою, Тюменським ханством, Великою ордою. Щорічний ярмарок став міжнародним ринком. Казань також стала осередком мусульманської культури.
1461 року почався конфлікт з великим князівством Московським. 1462 року в ійська останнього сплюндрували залежних марійців, а потім пройшовши казанськими володіннями вдерлис ядо Великої  Пермі. У відповідь казанське  військо сплюндрувало Устюзький повіт. Помер 1465 року. Йому спадкував син Халіль.

## Цікавинка
1977 року в межах Казанського кремля, біля башти Сююмбіке було знайдено рештки хана Махмуда (остаточно підтверджено у 1990-х роках).